# Juan Peiró
Juan Peiró Belis (Barcelona, 18 de febrero de 1887-Paterna, 24 de julio de 1942) fue un anarquista español. Fue ministro de Industria de la Segunda República durante la guerra civil española.

## Biografía
Con ocho años comenzó a trabajar en una fábrica de vidrio barcelonesa y no aprendió a leer ni a escribir hasta los veintidós años. Siguió trabajando en el sector del vidrio, y junto a otros compañeros fundó la Sociedad Cooperativa Cristalerías de Mataró, que nunca abandonaría. En 1907 se casó con Mercedes Olives Bonastre, obrera textil.

### Militancia sindical
Según confesó él mismo, su militancia sindical se inició en 1906, pasando a desempeñar cargos de responsabilidad entre 1915 y 1920, tales como secretario general de la Federación Española de Vidrieros y Cristaleros (1916-1920) y director de las publicaciones La Colmena Obrera (órgano de los sindicatos de Badalona) y El Vidrio (portavoz de los vidrieros federados). Su agudeza intelectual le llevaría más adelante a ser director del diario Solidaridad Obrera (1930) y del también diario Cataluña (1937), vespertino de la CNT.
Muy influido por el sindicalismo revolucionario francés, comenzó a tener tareas de responsabilidad en la CNT tras el llamado Congreso de Sants (1918) de la regional catalana de esta organización en la que, gracias a su capacidad de trabajo, dotes de organizador y gran prestigio, desempeñaría los más altos cargos.
En el Congreso de La Comedia (1919) defendió las federaciones de industria que fueron rechazadas en aquella ocasión.

### Los duros años veinte
Durante los años veinte sufrió la represión desencadenada por el Estado y la patronal contra el movimiento obrero. Tan solo en 1920 sufrió dos atentados y fue detenido y encarcelado en Soria y Vitoria.
En 1922 fue elegido secretario general de la CNT, celebrándose durante su gestión la Conferencia de Zaragoza, en la que se aprobó la salida de la organización de la Internacional Sindical Roja y su afiliación a la reconstituida Asociación Internacional de los Trabajadores (AIT). En esta misma conferencia Peiró defendió junto a Salvador Seguí, Ángel Pestaña y Viadiu la llamada «moción política», muy criticada por los sectores más ortodoxos de la organización.
Se estableció en Mataró en 1922 y en 1925 dirigió la constitución de la Sociedad Cooperativa Cristalerías de Mataró, que ya había intentado organizar con anterioridad. Con la dictadura de Primo de Rivera la CNT fue ilegalizada, clausuradas sus sedes y suspendidas sus publicaciones. Muchos de sus militantes fueron detenidos (como Peiró que, indultado en 1923,  fue de nuevo encarcelado en 1925, 1927 y 1928). Este último año fue nuevamente elegido secretario general de la CNT.
Criticó a la UGT por su defensa de los Jurados Mixtos de Trabajo (paritarios de patronos y trabajadores) durante aquella dictadura y también a Pestaña, con el que sin embargo coincidía en otros aspectos. También criticó al sector más anarquista del sindicato, y a pesar de que se afilió a la FAI nunca militó en ella, defendiendo por el contrario una organización de masas y más sindicalista, y oponiéndose a los grupos de acción y a las minorías de militantes dirigentes.

### República y Guerra Civil
En 1930 firmó el manifiesto de «Inteligencia Republicana» por lo que recibió numerosas críticas internas que le llevaron a retirar su firma. Siguió defendiendo las federaciones de industria hasta que en el congreso de la CNT de 1931 en Madrid consiguió un apoyo masivo frente a las tesis faístas. En ese mismo congreso apoyó la ponencia sobre la «Posición de la CNT frente a las Cortes Constituyentes» en la que se defendía que la proclamación de la República podría suponer un avance para la clase trabajadora. Esta ponencia fue aprobada con algunas modificaciones a pesar de la oposición de los sectores faístas que veían en ella un apoyo a la maquinaria política burguesa.
También en 1931 firmó junto a otros 29 destacados cenetistas, entre los que se encontraba Ángel Pestaña, el «Manifiesto Treintista», donde se analizaba la situación económica y social de España y se criticaba tanto al gobierno republicano como a los sectores cenetistas más radicalizados. La reacción de estos últimos provocó la dimisión de Pestaña de su puesto en el comité nacional de la organización y la salida de los sindicatos de Sabadell a los que posteriormente se fueron añadiendo otros que acabaron constituyendo un bloque denominado «sindicatos de oposición». Aunque Peiró participó en esta escisión, no desempeñó responsabilidades destacadas y trató de tender puentes para evitar la ruptura definitiva. La reunificación se produjo en 1936.
Tras la sublevación de los militares golpistas, Peiró actuó de vicepresidente del comité antifascista de Mataró, marchándose sus hijos al frente. Defendió la entrada de la CNT en la Generalidad de Cataluña y en el Gobierno de la República y planteó una República Social Federal como forma de estado cuando se acabase la guerra.
Junto a Juan García Oliver, Federica Montseny y Juan López Sánchez fue uno de los cuatro ministros anarquistas en el gobierno de Largo Caballero, encargado de la cartera de Industria. Desde este puesto elaboró el decreto de incautaciones e intervención en la industria y proyectó la creación de un banco de crédito industrial, aunque muchos de estos proyectos[¿cuál?] fueron recortados, ralentizados o diluidos[¿cuándo?] por Negrín.[cita requerida]
A la caída del gobierno de Largo Caballero regresó a Mataró y a la cooperativa Cristallerías de Mataró, dedicándose también a dar conferencias sobre su paso por el gobierno y a publicar duros artículos contra el PCE por sus actuaciones contra el POUM.
En 1938 entró nuevamente en el Gobierno, ahora presidido por Negrín, aunque no con el rango de ministro sino de comisario general de Energía Eléctrica, manteniendo una actitud antiderrotista y proponiendo una cierta revisión del anarcosindicalismo a la luz del desarrollo la revolución y la guerra.

### Exilio, captura y muerte
El 5 de febrero de 1939 atravesó la frontera francesa, siendo brevemente detenido en Perpiñán, desde donde se dirigió a Narbona para reunirse con su familia. Más tarde marchó a París al objeto de representar a la CNT como vocal en la Junta de Auxilio a los Republicanos Españoles (JARE), consistiendo su misión en sacar a los refugiados cenetistas de los campos de concentración franceses y facilitarles su traslado a México.
Tras la invasión nazi intentó huir, pero fue detenido cuando se dirigía a Narbona y devuelto a París, donde las autoridades francesas emitieron contra él una orden de expulsión del país al objeto de sustraerlo a la acción de la Gestapo y así pasar a la zona no ocupada y de allí a México. Pero fue detenido nuevamente por las tropas nazis y llevado a Tréveris (Alemania). En enero de 1941 el Ministerio de Asuntos Exteriores solicitó su extradición, que se materializó en Irún el 19 de febrero de ese mismo año. 
Se le trasladó a la Dirección General de Seguridad, donde fue interrogado y torturado. Iniciado el proceso y aplazado excepcionalmente, se le trasladó a Valencia en abril de 1941. Se le ofreció que asumiera un cargo en los Sindicatos Verticales, pero su reiterada negativa a esta propuesta determinaría su condena. En diciembre de este año se abrió el proceso sumarial y en mayo de 1942 el fiscal formuló las acusaciones. Peiró contó con numerosos testimonios a su favor emitidos por instituciones y personas del nuevo régimen, como Luys Santa Marina —fundador de la Falange en Barcelona—, Francisco Ruiz Jarabo —director general de Trabajo—, así como los directores de dos congregaciones monásticas o veteranos oficiales del ejército. Habría recibido ofertas de Juan Gil Senís y Luys Santa Marina de colaborar con la nueva Organización Sindical Española a cambio de salvar su vida, propuestas que sin embargo Peiró habría rechazado.
Tras ser declarado culpable el 21 de julio de 1942, fue ejecutado tres días después junto a otros seis cenetistas en el campo de tiro de Paterna.
Es conocida su forma de afrontar la sentencia de muerte con la frase que compartió con su abogado: "Con mi muerte, me gano a mí mismo".

## Obras
- Trayectoria de la Confederación Nacional del Trabajo (1925)
- Ideas sobre Sindicalismo y Anarquismo (1930)
- Problemas del Sindicalismo y del Anarquismo (1930)
- Peligro en la retaguardia (1936)
- De la fábrica de vidrio de Mataró al Ministerio de Industria (conferencia, 1937)
- Problemas y cintarazos (1938)